# Ривьера (телесериал)
«Ривьера» (англ. Riviera) — английский телесериал, в создании которого принял участие Нил Джордан. Премьера состоялась 15 июня 2017 года на канале Sky Atlantic.
Сериал был продлен на второй сезон 21 ноября 2017 года и на третий сезон 24 мая 2019 года, премьера которого состоялась на Sky Atlantic HD в декабре 2020 года.

## Сюжет
Действие сериала разворачивается на Лазурном берегу. Джорджина, американский арт-куратор, чья жизнь переворачивается с ног на голову после гибели мужа, миллиардера Константина в аварии. Джорджина погружается в мир лжи и преступлений, пытаясь раскрыть правду о смерти мужа.

## Актёры и персонажи
- Энтони Лапалья — Константин Клиос; миллиардер-филантроп, погибший в аварии на яхте[7].
- Джулия Стайлз — Джорджин Марджори Клиос; американский художественный куратор и вторая жена Константина.
- Лена Олин — Ирина Атман; первая жена Константина[8].
- Димитри Леонидас — Христос Клиос; младший сын Константина и Ирины, который становится главой бизнес-империи Clios.
- Роксана Дюран — Адриана Клиос; дочь Константина и Ирины.
- Игал Наор — Якоб Негреску; бывший глава службы безопасности Константина.

### Приглашенные актёры
- Эдриан Лестер — Роберт Карвер;
- Иван Реон — Адам Клиос[8];
- Фил Дэвис — Джакс;
- Амр Вакед — Карим Делормес; инспектор полиции Ниццы .
- Джульет Стивенсон — леди Кассандра Элтэм;
- Поппи Делевинь — Дафна Аль-Кадар;
- Джек Фокс — Нико Элтэм;
- Уилл Арнетт — Джефф Картер;
- Руперт Грейвс — Габриэль Хирш;
- Элисио Баррионуево — Дарио Альсина-Суарес
- Маурицио Ломбарди[9]

## Производство
Нил Джордан вскоре отказался от участия в проекте из-за того, что его сценарии часто переписывали. «Они были изменены, к моему огромному удивлению и большому разочарованию. В историю были включены различные сексуальные сцены и множество пояснительных диалогов. Я возразил самым решительным образом».
Съёмки первого сезона начались в августе 2016 года на юге Франции и продлились до февраля 2017 года. Роскошное поместье «Вилла Кармелла» Клиоса снимали в замке Дитер на Лазурном берегу. Первый эпизод был показан на MIPTV Media Market в Каннах 3 апреля 2017 года
Съёмки второго сезона прошли с 21 мая по сентябрь 2018 года на Лазурном берегу, в Монце, Ницце и Монако.

## Приём критиков

### 1-й сезон
Sky заявила, что первый эпизод «Ривьеры» привлек 1,2 миллиона зрителей в прямом эфире и на видео по запросу, что является самой большой аудиторией для премьеры оригинального сериала Sky со времен «Фортитьюда» в 2015 году. Variety сообщил, что у каждой серии было 2,3 миллиона зрителей, а общее количество загрузок и просмотров — более 20 миллионов.
Майкл Хоган из The Telegraph поставил первому эпизоду три звезды из пяти, отметив, что, поскольку создателем сериала является лауреат премии «Оскар» Нил Джордан, а соавтором сценария — лауреат Букеровской премии Джон Бэнвилл, «сценарий должен был взлететь, но оказался разочаровывающе приземлённым».

### 2-й сезон
Рецензируя первые два эпизода, Майкл Хоган из The Telegraph присвоил им две звезды, недоумевая по поводу успеха сериала, пишет: «Действительно, среди всех этих изнеженных красавиц и упрямых плейбоев трудно было найти кого-то, кому можно симпатизировать, не говоря уже о том, чтобы за него болеть».
В Новой Зеландии «Ривьера» получила рейтинг R16 за сцены насилия, сексуального насилия, ненормативную лексику, сексуальные сцены и наготу.